# Multiinstrumentalista

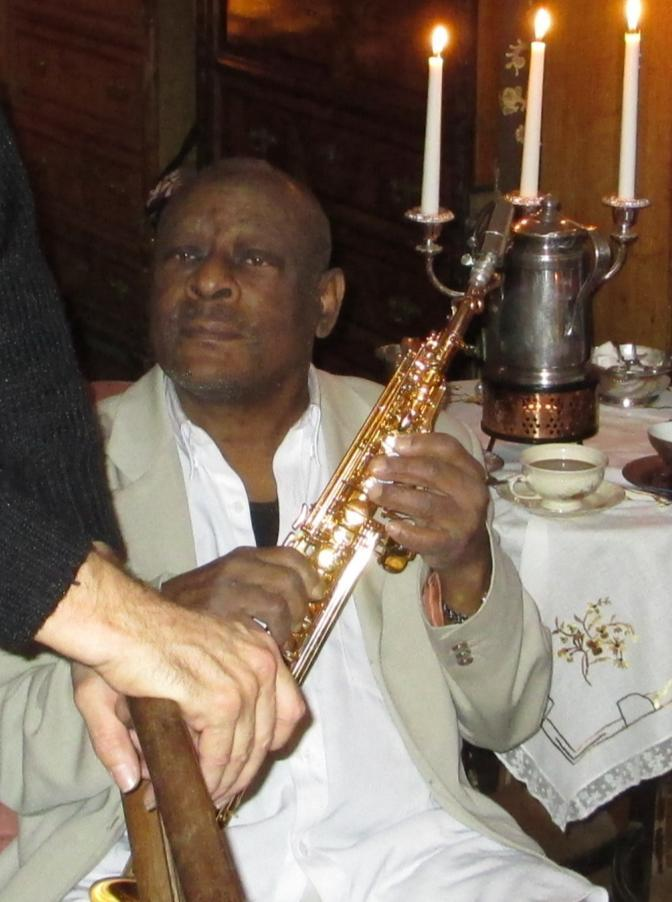
Colin Dyall

Multiinstrumentalista (z latinského multi = mnoho a instrumentum = nástroj) je hudebník, ovládající hru na více nástrojů. Synonymem je označení polyinstrumentalista (z řeckého poly = více či hodně).
Není zcela jasné, zda lze za multiinstrumentalistu považovat pouze hudebníka současně ovládajícího hru na více nástrojů různých druhů – rozdělení viz Hudební nástroj – (např. na smyčcové a klávesové) či hudebníka, hrajícího na více nástrojů stejného druhu (např. klavír a cembalo). I když hra na různé nástroje stejného druhu je většinou spojena s různou technikou (ukázkovým příkladem jsou právě klavír a cembalo), je pravděpodobně možné za multiinstrumentalistu považovat pouze hudebníka, ovládajícího různé druhy nástrojů.

## Multiinstrumentalisté (příklady)
- Adrian Belew (bicí, kytara)
- John Cale (klávesové nástroje, viola, kytara, baskytara)
- Fred Frith (klávesové nástroje, kytara, housle)
- David Gilmour (kytara, baskytara, bicí)
- Mike Oldfield (klávesové nástroje, kytara, baskytara, perkuse)
- Paul McCartney (klávesové nástroje, kytara, baskytara, bicí)
- David Koller (kytara, bicí, harmonika atd.)
- Katarína Knechtová (klávesové nástroje, kytara, bicí)
- Dave Grohl (kytara, baskytara, bicí, pozoun)
- Radůza (akordeon, kytara, ukulele, klavír, flétna, dudy)